# Avvägning (dykning)

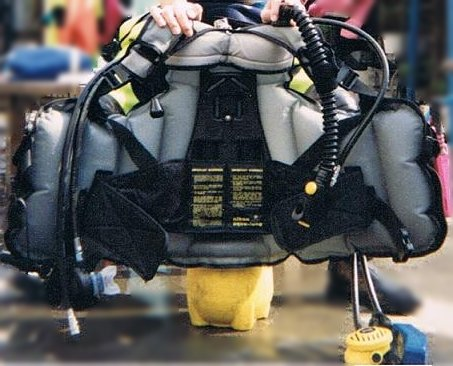
BCD (dykväst) med luftflaska utgör den största faktorn i korrekt avvägning

Avvägning innebär att en dykare har neutral flytkraft, det vill säga att dykaren varken sjunker eller flyter. Detta är i praktiken mycket svårt eftersom expansion av lungorna vid inandning medför större flytkraft, och oftast anses ett tillstånd där dykaren sjunker vid utandning och stiger vid inandning vara fullt tillräckligt. Erfarna dykare kan kompensera genom att justera mellan djup och ytlig andning utan att tänka på det. 
För att få god avvägning behöver man tänka på följande saker:
1. Vikt - Ju mer underhudsfett en person har, desto större flytkraft
2. Andningsteknik - Flytkraften kan finjusteras med hjälp av andningen
3. Blyvikter - Viktning och placering av dykvikter är avgörande. För lite vikter och dykaren kommer inte att kunna sjunka. För mycket ballast och dykaren tvingas kompensera genom att blåsa upp dykvästen mer, vilket åstadkommer större rörelsemotstånd genom vattnet.
4. Vatten - Saltvatten är tyngre än sötvatten och ger en dykare större lyftkraft.